# كالي كنوتزي
كالي كنوتزي (بالإنجليزية: Kallie Knoetze)‏ مواليد 24 أبريل 1953 في جنوب أفريقيا، هو ملاكم محترف جنوب أفريقي سابق صنّف ضمن فئة الوزن الثقيل بدأ مسيرته الاحترافية سنة 1976.

## إحصائيات
خاض خلال مسيرته 27 نزالا، فاز في 21 ولم يتعادل وخسر في 6. فاز بالضربة القاضية في 20 نزالا.

## روابط خارجية
- كالي كنوتزي على موقع IMDb (الإنجليزية)
- كالي كنوتزي على موقع قاعدة بيانات الفيلم (الإنجليزية)
- كالي كنوتزي على موقع بوكس ريك (الإنجليزية) (registration required)